# Nuoto ai campionati mondiali di nuoto 2022 - Staffetta 4x100 metri misti mista
La gara di nuoto della staffetta 4x100 metri misti mista dei campionati mondiali di nuoto 2022 è stata disputata il 21 giugno 2022 presso la Duna Aréna di Budapest. Vi hanno preso parte 31 squadre nazionali.
La gara è stata vinta dalla squadra statunitense, formata da Hunter Armstrong, Nic Fink, Torri Huske e Claire Curzan, mentre l'argento e il bronzo sono andati rispettivamente alla squadra australiana, formata da Kaylee McKeown, Zac Stubblety-Cook, Matthew Temple e Shayna Jack, e a quella olandese, formata da Kira Toussaint, Arno Kamminga, Nyls Korstanje e Marrit Steenbergen.

## Podio
| Posizione | Nazione     | Atleti |
| --------- | ----------- | --- |
| Oro       | Stati Uniti | Hunter Armstrong Nic Fink Torri Huske Claire Curzan Ryan Murphy* Lilly King* Michael Andrew* Erika Brown*                 |
| Argento   | Australia   | Kaylee McKeown Zac Stubblety-Cook Matthew Temple Shayna Jack Isaac Cooper* Matthew Wilson* Brianna Throssell* Meg Harris* |
| Bronzo    | Paesi Bassi | Kira Toussaint Arno Kamminga Nyls Korstanje Marrit Steenbergen                                                            |

* Indica i nuotatori che hanno preso parte solo alle batterie

## Programma
| Data           | Ora (UTC+2) | Turno    |
| -------------- | ----------- | -------- |
| 21 giugno 2022 | 10:13       | Batterie |
| 21 giugno 2022 | 19:52       | Finale   |

## Record
Prima della competizione il record del mondo e il record dei campionati erano i seguenti:
| Record mondiale       | 3'37"58 | Gran Bretagna Kathleen Dawson (58"80) Adam Peaty (56"78) James Guy (50"00) Anna Hopkin (52"00)     | 31 luglio 2021 Tokyo, Giappone    |
| Record dei campionati | 3'38"56 | Stati Uniti Matt Grevers (52"32) Lilly King (1'04"15) Caeleb Dressel (49"92) Simone Manuel (52"17) | 26 luglio 2017 Budapest, Ungheria |

Nel corso della competizione non sono stati migliorati.

## Risultati

### Batterie
| Pos. | Batteria | Corsia | Nazione                       | Atleti | Tempo   | Note |
| ---- | -------- | ------ | ----------------------------- | --- | ------- | ---- |
| 1    | 4        | 3      | Stati Uniti                   | Ryan Murphy (52"40) Lilly King (1'06"79) Michael Andrew (50"69) Erika Brown (53"28)                                                 | 3'43"16 | Q    |
| 2    | 3        | 3      | Paesi Bassi                   | Kira Toussaint (1'00"45) Arno Kamminga (58"70) Nyls Korstanje (51"12) Marrit Steenbergen (53"21)                                    | 3'43"48 | Q    |
| 3    | 4        | 4      | Gran Bretagna                 | Medi Harris (1'00"09) James Wilby (58"94) Jacob Peters (51"49) Anna Hopkin (53"12)                                                  | 3'43"64 | Q    |
| 4    | 4        | 5      | Australia                     | Isaac Cooper (53"77) Matthew Wilson (1'00"27) Brianna Throssell (57"51) Meg Harris (53"03)                                          | 3'44"58 | Q    |
| 5    | 3        | 4      | Cina                          | Xu Jiayu (53"33) Yu Jingyao (1'06"73) Wang Changhao (51"23) Cheng Yujie (53"63)                                                     | 3'44"92 | Q    |
| 6    | 3        | 6      | Giappone                      | Ryōsuke Irie (53"05) Reona Aoki (1'06"49) Naoki Mizunuma (50"92) Rika Omoto (54"62)                                                 | 3'45"08 | Q    |
| 7    | 3        | 5      | Italia                        | Michele Lamberti (54"40) Arianna Castiglioni (1'05"82) Elena Di Liddo (57"83) Manuel Frigo (48"39)                                  | 3'46"44 | Q    |
| 8    | 4        | 2      | Germania                      | Ole Braunschweig (53"90) Anna Elendt (1'05"59) Angelina Köhler (58"06) Jan Eric Friese (48"99)                                      | 3'46"54 | Q    |
| 9    | 4        | 7      | Brasile                       | Guilherme Basseto (54"69) João Gomes Júnior (1'00"15) Giovanna Diamante (58"31) Stephanie Balduccini (54"92)                        | 3'48"07 |      |
| 10   | 4        | 6      | Israele                       | Anastasia Gorbenko (1'00"08) Kristian Pitshugin (1'01"55) Tomer Frankel (51"71) Daria Golovaty (55"05)                              | 3'48"39 |      |
| 11   | 3        | 7      | Canada                        | Javier Acevedo (54"80) Rachel Nicol (1'07"28) Katerine Savard (58"57) Yuri Kisil (48"28)                                            | 3'48"93 |      |
| 12   | 3        | 2      | Grecia                        | Evangelos Makrygiannis (54"38) Konstantinos Meretsolias (1'00"35) Anna Ntountounaki (58"88) Theodōra Drakou (55"52)                 | 3'49"13 |      |
| 13   | 1        | 5      | Hong Kong                     | Stephanie Au (1'01"38) Adam Chillingworth (1'02"16) Nicholas Lim (54"27) Camille Cheng (56"47)                                      | 3'54"28 |      |
| 14   | 2        | 0      | Singapore                     | Quah Zheng Wen (55"26) Nicholas Mahabir (1'00"30) Letitia Sim (1'01"88) Amanda Lim (56"99)                                          | 3'54"43 |      |
| 15   | 4        | 0      | Lettonia                      | Ģirts Feldbergs (55"65) Daniils Bobrovs (1'02"69) Ieva Maļuka (1'02"29) Gabriela Ņikitina (57"14)                                   | 3'57"77 |      |
| 16   | 2        | 2      | Taipei cinese                 | Chuang Mu-lun (55"51) Wang Hsing-hao (1'03"33) Hsu An (1'02"65) Huang Mei-Chien (56"64)                                             | 3'58"13 |      |
| 17   | 4        | 8      | Slovacchia                    | Tamara Potocká (1'04"91) Nikoleta Trníková (1'10"14) Ádám Halás (54"02) Matej Duša (49"60)                                          | 3'58"67 |      |
| 18   | 3        | 8      | Sudafrica                     | Olivia Nel (1'03"35) Brenden Crawford (1'01"33) Clayton Jimmie (56"05) Stephanie Houtman (59"92)                                    | 4'00"65 |      |
| 19   | 1        | 4      | Vietnam                       | Nguyễn Quang Thuấn (59"87) Phạm Thanh Bảo (1'02"69) Lê Thị Mỹ Thảo (1'03"76) Võ Thị Mỹ Tiên (1'01"21)                               | 4'07"53 |      |
| 20   | 2        | 1      | Thailandia                    | Jinjutha Pholjamjumrus (1'08"22) Dulyawat Kaewsriyong (1'05"69) Navaphat Wongcharoen (54"08) Yarinda Sunthornrangsri (1'01"29)      | 4'09"28 |      |
| 21   | 2        | 5      | Marocco                       | Lina Khiyara (1'09"19) Imane El Baroudi (1'14"80) Samy Boutouil (54"53) Souhail Hamouchane (52"39)                                  | 4'10"91 |      |
| 22   | 3        | 0      | Bahamas                       | Lamar Taylor (58"58) Izaak Bastian (1'04"72) Zaylie Thompson (1'10"74) Lillian Higgs (1'01"15)                                      | 4'15"19 |      |
| 23   | 2        | 7      | Mongolia                      | Enkh-Amgalangiin Ariuntamir (1'08"56) Zandanbal Gunsennorov (1'08"74) Batbayaryn Enkhkhüslen (1'04"98) Batbayaryn Enkhtamir (53"04) | 4'15"32 |      |
| 24   | 2        | 4      | Seychelles                    | Therese Soukup (1'11"96) Simon Bachmann (1'07"51) Mathieu Bachmann (57"36) Khema Elizabeth (1'02"38)                                | 4'19"21 |      |
| 25   | 4        | 9      | Angola                        | Salvador Gordo (1'01"39) Maria Freitas (1'19"67) Lia Lima (1'06"72) Henrique Mascarenhas (52"99)                                    | 4'20"77 |      |
| 26   | 1        | 3      | Isole Marianne Settentrionali | Juhn Tenorio (1'01"77) Maria Batallones (1'24"00) Taiyo Akimaru (1'02"22) Jinie Thompson (1'09"92)                                  | 4'37"91 |      |
| 27   | 2        | 9      | Guam                          | Benjamin Ko (1'03"63) Keana Santos (1'35"53) Mia Lee (1'12"81) Israel Poppe (55"13)                                                 | 4'47"10 |      |
| 28   | 1        | 6      | Maldive                       | Aishath Sausan (1'18"58) Mubal Azzam Ibrahim (1'19"87) Mohamed Aan Hussain (1'07"09) Hamna Ahmed (1'12"52)                          | 4'58"06 |      |
| -    | 2        | 8      | Corea del Sud                 | Lee Ju-ho (54"40) Choi Dong-yeol (1'00"13) Kim Seo-yeong Jeong So-eun                                                               | -       | dq   |
| -    | 3        | 1      | Lituania                      | Erikas Grigaitis (55"27) Kotryna Teterevkova (1'08"16) Deividas Margevičius Rūta Meilutytė                                          | -       | dq   |
| -    | 4        | 1      | Estonia                       | Armin Evert Lelle (55"84) Eneli Jefimova Alex Ahtiainen Aleksa Gold                                                                 | -       | dq   |
| -    | 2        | 3      | Uganda                        | - | -       | dns  |
| -    | 2        | 6      | Tanzania                      | - | -       | dns  |
| -    | 3        | 9      | Perù                          | - | -       | dns  |

### Finale
| Pos.    | Corsia | Nazione       | Atleti                                                                                           | Tempo   | Note |
| ------- | ------ | ------------- | ------------------------------------------------------------------------------------------------ | ------- | ---- |
| Oro     | 4      | Stati Uniti   | Hunter Armstrong (52"14) Nic Fink (57"86) Torri Huske (56"17) Claire Curzan (52"62)              | 3'38"79 |      |
| Argento | 6      | Australia     | Kaylee McKeown (58"66) Zac Stubblety-Cook (58"92) Matthew Temple (50"84) Shayna Jack (52"92)     | 3'41"34 |      |
| Bronzo  | 5      | Paesi Bassi   | Kira Toussaint (59"72) Arno Kamminga (58"28) Nyls Korstanje (50"99) Marrit Steenbergen (52"55)   | 3'41"54 |      |
| 4       | 3      | Gran Bretagna | Medi Harris (59"51) James Wilby (58"49) James Guy (50"95) Freya Anderson (52"70)                 | 3'41"65 |      |
| 5       | 1      | Italia        | Thomas Ceccon (52"26) Nicolò Martinenghi (57"93) Elena Di Liddo (57"72) Silvia Di Pietro (53"76) | 3'41"67 |      |
| 6       | 2      | Cina          | Xu Jiayu (52"90) Yan Zibei (59"25) Zhang Yufei (57"74) Cheng Yujie (53"66)                       | 3'43"55 |      |
| 7       | 7      | Giappone      | Ryōsuke Irie (52"97) Reona Aoki (1'07"10) Naoki Mizunuma (50"89) Rika Omoto (54"32)              | 3'45"28 |      |
| 8       | 8      | Germania      | Ole Braunschweig (54"08) Anna Elendt (1'05"83) Angelina Köhler (58"39) Rafael Miroslaw (48"34)   | 3'46"64 |      |